# Matt Norman
Matt Norman (Châteauguay, 20 giugno 1988) è un ex giocatore di football americano canadese, che ha giocato come offensive lineman.
Dopo aver giocato per due squadre universitarie è stato selezionato al Draft CFL 2012 dai BC Lions al terzo giro con la scelta numero 22.